# Domatków (gromada)
Domatków – dawna gromada, czyli najmniejsza jednostka podziału terytorialnego Polskiej Rzeczypospolitej Ludowej w latach 1954–1972.
Gromady, z gromadzkimi radami narodowymi (GRN) jako organami władzy najniższego stopnia na wsi, funkcjonowały od reformy reorganizującej administrację wiejską przeprowadzonej jesienią 1954 do momentu ich zniesienia z dniem 1 stycznia 1973, tym samym wypierając organizację gminną w latach 1954–1972.
Gromadę Domatków z siedzibą GRN w Domatkowie utworzono – jako jedną z 8759 gromad na obszarze Polski – w powiecie kolbuszowskim w woj. rzeszowskim na mocy uchwały nr 23/54 WRN w Rzeszowie z dnia 5 października 1954. W skład jednostki weszły obszary dwóch dotychczasowych gromad Domatków i Bukowiec ze zniesionej gminy Kolbuszowa Górna w tymże powiecie. Dla gromady ustalono 12 członków gromadzkiej rady narodowej. 
W gromadzie funkcjonowały trzy sołectwa:
- Brzezówka (obejmujące Brzezówkę i wliczające się do tejże wsi przysiółki Wola Domatkowska i Zagranica)
- Bukowiec (obejmujące wieś Bukowiec)
- Domatków (obejmujące Domatków i wliczający się do wsi przysiółek Zarzecze)[8]

1 stycznia 1960 gromadę zniesiono, włączając jej obszar do gromady Kolbuszowa Górna w tymże powiecie. 